# Джунусов, Мажит
Мажит Джунусов (1917—1945) — старшина Рабоче-крестьянской Красной Армии, участник Великой Отечественной войны, Герой Советского Союза (1943).

## Биография
Мажит Джунусов родился 21 сентября 1917 года в селе Новая Казанка (ныне — Жангалинский район Западно-Казахстанской области Казахстана) в крестьянской семье. Получил начальное образование, после чего работал чабаном. В 1938 году Джунусов был призван на службу в Рабоче-крестьянскую Красную Армию. С 1942 года — на фронтах Великой Отечественной войны. К сентябрю 1943 года старшина Мажит Джунусов был старшиной роты автоматчиков 845-го стрелкового полка 303-й стрелковой дивизии 57-й армии Степного фронта. Отличился во время битвы за Днепр.
27 сентября 1943 года Джунусов в составе группы автоматчиков на подручных средствах переправился через Днепр в районе села Червонное (ныне — посёлок Днепровское в Днепропетровской области Украины), а затем, скрытно зайдя во вражеский тыл, автоматным огнём посеял панику в рядах противника и уничтожил около взвода солдат и офицеров противника. Действия Джунусова способствовали успешной переправе на западный берег Днепра всей роты.
Указом Президиума Верховного Совета СССР от 20 декабря 1943 года старшина Мажит Джунусов был удостоен высокого звания Героя Советского Союза с вручением ордена Ленина и медали «Золотая Звезда».
9 апреля 1945 года Джунусов погиб в одном из боёв за освобождение Чехословакии. Похоронен на Ольшанском кладбище в Праге.
Был также награждён орденом Отечественной войны 2-й степени и медалью.
В родном селе Джунусова ему установлен памятник.